# شکار حلزون
شکار حلزون فیلم ایرانی به کارگردانی و نویسندگی محسن جسور و تهیه‌کنندگی مصطفی سلطانی محصول سال ۱۳۹۹ است. این فیلم نخستین بار در چهل و دومین دوره جشنواره بین‌المللی فیلم فجر اکران شد.

## داستان
این فیلم روایتگر قصه مینو، زن جوان سرپرست خانواده‌ای است که برای تأمین معاش در یک شرکت خدماتی و نظافتی مشغول به کار است. او با پیشنهاد شغل پرستاری از پدر یک جوان مواجه می‌شود که شرط پذیرفتن این شغل با حقوق مناسب، جاری شدن صیغه محرمیت میان آن‌هاست.